# バレーボールハンガリー男子代表
バレーボールハンガリー男子代表は、バレーボールの国際大会で編成されるハンガリーの男子バレーボールナショナルチームである。

## 歴史
1947年に国際バレーボール連盟へ加盟し、第1回大会の1949年世界選手権に初出場。1950年代から1970年代にかけて世界の舞台で活躍し、1950年欧州選手権3位、1963年欧州選手権で準優勝を飾り、バレーボールが正式種目となった1964年東京オリンピックにソビエト連邦、チェコスロバキアなどの強豪国とともに初出場を果たした。
2000年代に入り、18年ぶり11回目となる2001年欧州選手権に出場を果たしたものの、その後は予選で敗退。2010年世界選手権大陸予選も1次ラウンドのグループ最下位で敗退し、世界選手権出場から30年以上遠ざかることとなった。

## 過去の成績

### オリンピックの成績
- 1964年 - 6位

### 世界選手権の成績
| - 1949年 - 7位 - 1952年 - 5位 - 1956年 - 8位 - 1960年 - 6位 - 1962年 - 7位 - 1966年 - 10位 | - 1970年 - 11位 - 1978年 - 14位 - 1998年 - 欧州予選敗退 - 2002年 - 欧州予選敗退 - 2006年 - 欧州予選敗退 - 2010年 - 欧州予選敗退 | - 2014年 - 欧州予選敗退 - 2018年 - 欧州予選敗退 - 2022年 - 欧州予選敗退 |

### ワールドカップの成績
- 1965年 - 7位

### 欧州選手権の成績
| - 1950年 - 3位 - 1955年 - 7位 - 1958年 - 5位 - 1963年 - 準優勝 - 1967年 - 6位 - 1971年 - 5位 - 1975年 - 11位 - 1977年 - 4位 | - 1979年 - 8位 - 1983年 - 11位 - 2001年 - 10位 - 2003年 - 予選敗退 - 2005年 - 予選敗退 - 2007年 - 予選敗退 - 2009年 - 予選敗退 - 2011年 - 予選敗退 | - 2013年 - 予選敗退 - 2015年 - 予選敗退 - 2017年 - 予選敗退 - 2019年 - 予選敗退 - 2021年 - 予選敗退 - 2023年 - 予選敗退 |

## 歴代代表選手
- カントル・サンドロ
- ギョルギ・グロゼル
- バロッティ・アルパッド
- パダル・クリスティアン